# Amydria anceps
Amydria anceps är en fjärilsart som beskrevs av Walsingham 1914. Amydria anceps ingår i släktet Amydria och familjen Acrolophidae. Inga underarter finns listade i Catalogue of Life.